# Elastic Love
Elastic Love – piosenka z gatunku muzyki elektronicznej pochodząca z szóstego studyjnego albumu amerykańskiej wokalistki Christiny Aguilery zatytułowanego Bionic (2010). Utwór został napisany i wyprodukowany przez Aguilerę, M.I.A., Johna Hilla i Davida „Switcha” Taylora oraz wyprodukowany przez Hilla i Taylora.
W utworze Aguilera śpiewa o miłości pełnej wigoru i pożądania, którą porównuje do gumki recepturki (przez jej przyciągające oddziaływanie). Krytycy pozytywnie odebrali piosenkę, szczególnie tekst i jego oryginalność. Z aprobatą spotkała się też futurystyczna, elektroniczna warstwa dźwiękowa, którą wielu krytyków doceniło, uznając „Elastic Love” za najlepszą kompozycję zawartą na albumie Bionic. Amazon.com notował „Elastic Love” wysoko na liście najlepszych utworów muzycznych 2010 roku. W 2016 redaktorzy serwisu popheart.pl okrzyknęli nagranie jako „wyprzedzające swoje czasy”.

## Informacje o utworze

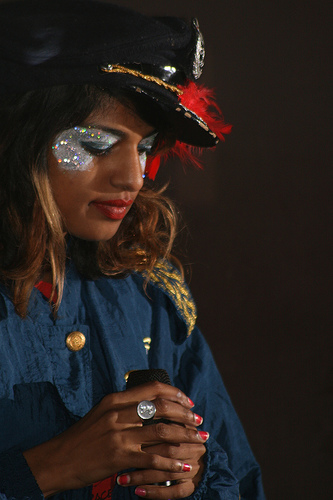
Brytyjska wokalistka M.I.A., współautorka piosenki.

Piosenkę nagrywano w dwóch kalifornijskich pracowniach: Dubsided w Los Angeles i The Red Lips Room, osobistym studio Christiny Aguilery w jej posiadłości w Beverly Hills. W drugim atelier zarejestrowano wokale piosenkarki. Kompozycja stanowi miks elektroniki, muzyki z nurtu new wave i synthpopu; całość nawiązuje do dźwięku charakterystycznego dla lat 80, korzystając między innymi z syntezatora i urządzenia przywodzącego na myśl automat perkusyjny Roland TR-808. Wokal Aguilery w piosence został obwołany jako „zrobotyzowany”.
Tekst utworu wykorzystuje sprzęt biurowy jako metaforę związku interpersonalnego. „Gumka recepturka – tak nazywam miłość do ciebie; bo przychodzi i odchodzi, spina mnie z tobą (...)”, śpiewa w jednej ze zwrotek wykonawczyni, nawiązując do przyciągającego oddziaływania gumki. Niektórzy krytycy muzyczni chwalili wers drugiej strofy: „Gdybym była linijką, już ja bym cię wyprostowała; ale twoja miłość jest jak temperówka – naprawdę uciera”. Jedną z autorek piosenki jest brytyjska wokalistka Mathangi Arulpragasam, znana pod pseudonimem M.I.A., przez to brzmienie „Elastic Love” jest zbliżone do tonu jej utworów. W wywiadzie dla MTV z czerwca 2010 Arulpragasam przyznała, że „Elastic Love” został nagrany jeszcze przed rozpoczęciem prac nad jej własnym albumem (Maya – przyp.). Artystka dodała, że pracowała przy utworze w okresie pomiędzy przerwą w karierze związaną z narodzinami dziecka a powrotem do studia. Zapytana, dlaczego zgodziła się na kolaborację z Aguilerą, M.I.A. odparła: „W projekt Bionic byli zaangażowani ludzie, których szanuję, w tym Peaches; to było jak morze kobiet zbierających się wspólnie, by napisać coś nowego. Dodatkowo Christina też została matką, więc była to interesująca sytuacja”.
„Elastic Love” wyciekł do sieci jeszcze przed premierą szóstego albumu Aguilery. Redaktorzy internetowych serwisów muzycznych uznali wówczas, że utwór został nagrany z M.I.A. na featuringu, nie sądząc, by wokale Aguilery brzmiały po prostu podobnie do Brytyjki. Arulpragasam oznajmiła rozczarowanie, gdy Aguilera postanowiła skorzystać w piosence z procesora auto-tune, nie demonstrując słynnych zdolności wokalnych. „Naprawdę liczyłam, że pojawię się w studio i wzniosę jej wokale na jeszcze wyższy poziom. Nie chciała tak pracować. Stwierdziła, że to mogłoby być coś niesamowitego dla mnie, bo nie śpiewam w ten sposób, co ona, jednak sama jest znudzona popisami w śpiewie. Praca z osobami, które wokalnie robią rzeczy dla ciebie niemożliwe, to ciekawe doświadczenie” – dodała.
Oszacowano, że w formacie cyfrowym sprzedano ponad 305 tys. kopii utworu.

## Odbiór
Niesinglowy utwór zajął dwunaste miejsce w rankingu pięćdziesięciu najlepszych piosenek 2010 roku według serwisu internetowego Amazon.com. Znalazł się także we wskazującym najlepsze nagrania roku zestawieniu „Pazz & Jop”, wydanym przez czasopismo The Village Voice. Pracujący dla Village Voice krytyk Andrew Strout uznał „Elastic Love” za drugą najlepszą kompozycję 2010. Zdaniem redaktorów strony internetowej the-rockferry.onet.pl, „Elastic Love” to jedna z czterdziestu najlepszych kompozycji nagranych przez Aguilerę w latach 1997–2010. W marcu 2014 roku interaktywny serwis top50songs.org podał, że internauci uznają „Elastic Love” za jedną z trzydziestu najlepszych piosenek w karierze Aguilery. W czerwcu 2016 redaktorzy witryny popheart.pl okrzyknęli nagranie jako „wyprzedzające swoje czasy”. „Mało kto z popowych fanów w 2010 roku rozumiał ‘Elastic Love’. (...) Dopiero włączając ten utwór w 2016 roku, można ze spokojem uznać, że ta kompozycja wyprzedziła swoje czasy.” Sebastian Mucha (popheart.pl) wskazał „Elastic Love” jako jedną z dziesięciu najlepszych niesinglowych piosenek Aguilery. W sierpniu 2017 zespół redaktorów popheart.pl opracował listę dziesięciu najlepszych piosenek w całej karierze Aguilery. „Elastic Love” objął na niej miejsce 7.

### Recenzje
Odbiór „Elastic Love” przez krytyków muzycznych był pozytywny. Z pochlebnymi recenzjami spotkała się tematyka utworu i jego tekst. Redaktorka witryny internetowej o nazwie Idolator zachwalała utwór, pisząc: „Kochamy tę piosenkę. Ten inspirowany latami osiemdziesiątymi, new-wave’owy, synthpopowy kawałek jest świeży, skoczny i interesująco pozbawiony charakterystycznej dla Aguilery maniery wokalnej. To wyjątkowa zmiana i decyzja, która wcale nie zdaje się być wymuszona.” Zdaniem Melindy Newman z serwisu HitFix.com, „Elastic Love” to „utwór hipnotyczny, bogaty w elektroniczno-syntetyczną melodię, z uroczo szalonym tekstem”. Omawiając album Bionic dla AllMusic, Stephen Thomas Erlewine wytypował piosenkę na jedną z najlepszych zamieszczonych na krążku oraz dodał, że przyprawia ona o „szklisty dreszcz”. Dziennikarz brytyjskiego pisma The Scotsman skwitował „Elastic Love” jako „ekscentryczny, nieco electropopowy numer”, a Leah Greenblatt z tygodnika Entertainment Weekly okrzyknęła go „zakręconym, oczarowującym przebojem”. Greg Kot (Chicago Tribune) napisał, że „najlepszym momentem płyty Bionic jest ten, w którym elektroniczne beaty dają Aguilerze bodziec do podróży przez psychodeliczny pasaż efektów dźwiękowych”. Drew Hinshaw (The A.V. Club) chwalił efekt współpracy Aguilery i M.I.A. W recenzji dla ukmix.org dziennikarz o pseudonimie Bhaggers pisał, że „Elastic Love” brzmi „świeżo i zadziwiająco” oraz jest inteligentnie napisanym utworem. Autor strony internetowej musicaddiction2.com pochwalił wokale Aguilery w zwrotkach oraz uznał, że hook piosenki wyróżnia się ponad jej całość i brzmi „prawdziwie zaraźliwie”. W recenzji dla serwisu Consequence of Sound Ray Roa uznał „Elastic Love” za „jedno z najlepszych wydawnictw nadchodzącego lata” oraz dodał, że nagranie „brzmi jak coś, co sprawi, że najsztywniejsi imprezowi nudziarze zaczną podskakiwać”. Jeff Giles ze strony PopDose.com podsumował „Elastic Love” jako „łebski utwór, brzmiący, jakby nagrany został ramię w ramię przez The Art of Noise oraz Cyndi Lauper z połowy lat osiemdziesiątych”. Dziennikarz związany z witryną meetinmontauk.com docenił beat piosenki, który scharakteryzował jako „bystry”.

## Wykonania koncertowe
Piosenka wykonywana była podczas trasy koncertowej The Liberation Tour (2018) oraz rezydentury The Xperience (2019).

## Remiksy utworu
- Andre Pipipi Baile Funk Remix – 3:24
- Tang’s So-Manlike Remix – 4:41
- Sticky K Remix (nieopublikowany)[29]

## Twórcy
- Główne wokale: Christina Aguilera
- Producent: John Hill, Dave „Switch” Taylor
- Autor: Christina Aguilera, Mathangi „M.I.A.” Arulpragasam, John Hill, Dave „Switch” Taylor
- Dowodzący instrumentami: John Hill, Dave „Switch” Taylor
- Nagrywanie: John Hill, Dave „Switch” Taylor, Subskrpt
- Nagrywanie wokalu: Oscar Ramirez
- Mixer: Dave „Switch” Taylor, Dan Carey

## Pozycje na listach przebojów
| Kraj             | Notowanie (2010)      | Wydawca    | Najwyższa pozycja |
| ---------------- | --------------------- | ---------- | ----------------- |
| Korea Południowa | Top 100 Digital Songs | Gaon Chart | 59                |